# 후안 세바스티안 베론
후안 세바스티안 베론(스페인어: Juan Sebastián Verón, 1975년 3월 9일 아르헨티나 라 플라타 ~ )은 아르헨티나를 대표했던 공격형 미드필더이다. 파르마와 라치오에서 성공적인 활약을 하였는데, 파르마에서는 UEFA컵 우승을 이끌어 냈고, 라치오에선 세리에 A 우승을 이끌어 냈다.
2004년에는 펠레가 선정한 FIFA 100에도 선정되었으며, 아르헨티나와 이탈리아 국적을 가지고 있는 이중국적자이다.
그의 애칭은 작은 마녀(La Brujita)이며, 그의 아버지 후안 라몬 베론의 애칭은 '마녀'(La Bruja)이다.
그는 지난 2012년 4월 현역 은퇴를 선언했으나 소속팀 에스투디안테스의 설득으로 1년 만에 현역으로 복귀하여 1시즌을 더 소화한 후 다시 은퇴를 선언했다. 마지막 경기에서 그는 리그 500경기 출장을 기념하면서 은퇴하였다.
그러나 2016년 12월 자신이 회장으로 있는 에스투디안테스와 계약을 체결하며 다시 현역에 복귀했다.
2017년 5월 27일, 다시 은퇴 선언하였다.

## 수상 경력

#### 에스투디안테스
- 프리메라 디비시온 : 2006, 2010
- 코파 리베르타도레스 : 2009
- 프리메라 B 나시오날 : 1994-95

#### 라치오
- 세리에 A : 1999-00
- 코파 이탈리아 : 1999-00
- 수페르코파 이탈리아나 : 2000
- UEFA 슈퍼컵 : 1999

#### 맨체스터 유나이티드
- 프리미어리그 : 2002-03

#### 인테르나치오날레
- 세리에 A : 2005-06
- 코파 이탈리아 : 2004–05, 2005–06
- 수페르코파 이탈리아나 : 2005

### 개인
- 2002년 FIFA 월드컵 맨 오브 더 매치 : vs. 나이지리아 (조별리그)
- 남아메리카 올해의 축구 선수: 2008
- ESM 올해의 팀 : 1999-00
- UEFA 챔피언스리그 도움왕 : 2001-02
- 남아메리카 올해의 팀 : 2006, 2008, 2009
- 남아메리카 올해의 선수 : 2008, 2009
- 코파 리베르타도레스 MVP : 2009
- FIFA 클럽 월드컵 실버볼 : 2009
- FIFA 월드컵 올스타팀 리저브 : 1998